# Liste der Kulturgüter in Stüsslingen
Die Liste der Kulturgüter in Stüsslingen enthält alle Objekte in der Gemeinde Stüsslingen im Kanton Solothurn, die gemäss der Haager Konvention zum Schutz von Kulturgut bei bewaffneten Konflikten, dem Bundesgesetz vom 20. Juni 2014 über den Schutz der Kulturgüter bei bewaffneten Konflikten sowie der Verordnung vom 29. Oktober 2014 über den Schutz der Kulturgüter bei bewaffneten Konflikten unter Schutz stehen.
Objekte der Kategorie A sind im Gemeindegebiet nicht ausgewiesen, Objekte der Kategorie B sind vollständig in der Liste enthalten, Objekte der Kategorie C fehlen zurzeit (Stand: 1. Januar 2023).

## Kulturgüter
| Foto |                                                                                                  | Objekt                                                | Kat. | Typ | Standort                              | Beschreibung |
| ---- | ------------------------------------------------------------------------------------------------ | ----------------------------------------------------- | ---- | --- | ------------------------------------- | ------------ |
| ja   | Datei hochladen · Wikidata zu Kapelle St. Ulrich (Q29881211)                                     | Kapelle St. Ulrich KGS-Nr.: 04662                     | B    | G   | Rohr, Kapellenweg 5 639025 / 251170   |              |
| BW   | Datei hochladen · Wikidata zu Strohdachhaus (Q29881213)                                          | Strohdachhaus KGS-Nr.: 04663                          | B    | G   | Rohr, Meiermattweg 17 638662 / 251255 |              |
| BW   | Datei hochladen · Wikidata zu Hauptstrasse, bronzezeitliche Siedlung (Q115218001)                | Hauptstrasse, bronzezeitliche Siedlung KGS-Nr.: 10038 | B    | F   | Bei Hauptstrasse 52 640190 / 249470   |              |
| ja   | Datei hochladen · Wikidata zu Ehemalige Pfarrkirche St. Peter und Paul (Stüsslingen) (Q29881364) | Friedhofkirche KGS-Nr.: 11239                         | B    | G   | Gösgerstrasse 8 639900 / 248440       |              |
| BW   | Datei hochladen · Wikidata zu Altes Pfarrhaus (Q29881363)                                        | Altes Pfarrhaus KGS-Nr.: 11240                        | B    | G   | Hauptstrasse 15 640129 / 248836       |              |